# Oscar (pièce de théâtre)
Pour les articles homonymes, voir Oscar.
Oscar est une comédie en trois actes de Claude Magnier représentée pour la première fois au théâtre de l'Athénée en 1958.
Les rôles principaux ont été créés par Pierre Mondy, Jean-Paul Belmondo et Maria Pacôme dans une mise en scène de Jacques Mauclair, mais c'est avec Louis de Funès que la pièce connaît un triomphe avec près de six cents représentations entre 1959 et 1972. 
Elle est adaptée au cinéma par le réalisateur danois Gabriel Axel , dans un long métrage sorti en 1962, titré dans la version originale Oskar, avec Ebbe Langberg (da) dans le rôle titre, film quasiment ignoré du public français. Puis une autre adaptation, Oscar, sort en 1967, réalisée par Édouard Molinaro, avec de Funès dans le rôle principal, accompagné de Claude Rich et Claude Gensac. La pièce est adaptée de nouveau au cinéma en 1991, cette fois par le réalisateur américain John Landis, sous le titre L'embrouille est dans le sac (Oscar), avec Sylvester Stallone, Ornella Muti et Marisa Tomei.
En 2011, le rôle est réécrit pour Amanda Lear et la pièce devient Lady Oscar.

## Quelques productions

### 1958,théâtre de l'Athénée(création)
- Pierre Mondy : Bertrand Barnier
- Jean-Paul Belmondo : Christian Martin
- Maria Pacôme : Madame Barnier
- Mario David : Philippe
- Dominique Page : Bernadette
- Françoise Vatel : Colette
- Jacqueline Huet : Jacqueline
- Germaine Delbat : Charlotte
- Jacques Porteret : Oscar

Mise en scène : Jacques Mauclair

### 1958,théâtre des Bouffes-Parisiens
- Pierre Mondy : Bertrand Barnier
- Jean-Pierre Cassel : Christian Martin
- Denise Provence : Madame Barnier
- Mario David : Philippe
- Dominique Page : Bernadette
- Françoise Vatel : Colette
- Jacqueline Nigay : Jacqueline
- Germaine Delbat : Charlotte
- Pierre Hatet : Oscar

Mise en scène : Jacques Mauclair

### 1961,théâtre de la Porte-Saint-Martin
- Louis de Funès : Bertrand Barnier
- Guy Bertil : Christian Martin
- Denise Provence : Madame Barnier
- Mario David : Philippe
- Dominique Page : Bernadette
- Odile Poisson : Colette
- Danièle Lebrun : Jacqueline
- Germaine Delbat : Charlotte
- Michel Larivière : Oscar

Mise en scène : Jacques Mauclair

### 1962,théâtre de l'Européen
- Alfred Pasquali : Bertrand Barnier
- Guy Bertil : Christian Martin
- Paulette Dubost : Madame Barnier
- Antonio Marenzo : Philippe
- Françoise Danell : Bernadette
- Odile Poisson : Colette
- Jeanne Carat : Jacqueline
- Germaine Delbat : Charlotte
- Jean Lescot : Oscar

Mise en scène : Jacques Mauclair

### 1971-1972,théâtre du Palais-Royal
- Louis de Funès : Bertrand Barnier
- Gérard Lartigau puis Olivier de Funès : Christian Martin
- Maria Pacôme puis Annick Alane : Madame Barnier
- Mario David : Philippe
- Laurence Badie : Bernadette
- Brigitte Degaire : Colette
- Corinne Le Poulain : Jacqueline
- Germaine Delbat : Charlotte
- Jean-Pol Brissart : Oscar
- Jacques Le Carpentier : le chauffeur

Mise en scène : Pierre Mondy
Cette version est célèbre pour une scène de massage filmée et archivée, devenue un bêtisier à elle seule, au cours de laquelle Mario David frappe un peu fort de Funès qui manque plusieurs fois d'éclater de rire, les deux comédiens ayant « l'œil qui frise »  pendant de « longues »  secondes (3).

### 2008,théâtre de Paris
- Bernard Tapie : Bertrand Barnier
- Grégoire Bonnet : Christian Martin
- Chantal Ladesou : Madame Barnier
- Sophie Tapie : Julie Barnier
- Clair Jaz : Charlotte, la bonne
- Vincent Moscato : Philippe, le prof de gym
- Florence Geanty : Clara
- Blanche Raynal : La nouvelle bonne
- Jérémie Poppe : Oscar

Mise en scène : Philippe Hersen

### 2009,théâtre du Vieux-Terrebonne(Québec)
- Benoît Brière : Bertrand Barnier
- Gabriel Sabourin : Christian Martin
- Josée Deschênes : Madame Barnier
- Stéphane Breton : Philippe
- Caroline Bouchard : Bernadette
- Marie-Ève Beaulieu : Colette
- Léa Traversy : Jaqueline
- Danielle Lépine : Charlotte
- Frédéric Millaire-Zouvi : Oscar
- Martin Héroux : le serviteur de Monsieur Barnier[3]

Mise en scène : Alain Zouvi

### Lady Oscar, 2011,théâtre de la Renaissance
- Amanda Lear : Clara Barnier
- Sébastien Castro puis Cyrille Eldin puis Cédric Moreau : Nathan, le comptable
- Nadège Beausson-Diagne puis Lydie Muller : Camille, la secrétaire
- Guilhem Pellegrin
- Alban Lenoir puis Edouard Collin
- Camille Hugues
- Flavie Péan puis Honorine Magnier

Adaptation : Guillaume Mélanie
Mise en scène : Éric Civanyan